# Віцінський Кирило Богданович
Кирило Богданович Віцінський — солдат ЗСУ, учасник російсько-української війни, кавалер ордену За мужність ІІІ ступеня 

## Життєпис
Народтився 14 вересня 1994 на Львівщині. Закінчив Хмельницький колегіум №16 та Львівський політехнічний коледж.
Любив техніку та комп’ютери. 
У грудні 2022 року він приєднався до ЗСУ. Служив у 46-й окремій аеромобільній бригаді на посаді командира відділення ударних безпілотних авіакомплексів 1-го аеромобільного батальйону, звання солдат. Розвивав напрямок БПЛА у своєму підрозділі, був пілотом вищого класу.
Загинув 23 травня 2025 року від удару ворожого дрона на Дніпропетровщині. Залишились батьки, брат та дві сестри.
Похований на Алеї Слави кладовища у мікрорайоні Ракове .